# ویتلی ۴۷۷۹
سیارک ۴۷۷۹ (به انگلیسی: 4779 Whitley، نامگذاری:1978XQ) چهار هزار و هفتصد و هفتاد و نهمین سیارک کشف شده‌است که در ۶ دسامبر ۱۹۷۸ کشف شد.
قدر مطلق سیارک برابر ۱۲٫۱۰ است.